# ويليام ك. نيولاند
ويليام ك. نيولاند (بالإنجليزية: William C. Newland)‏ هو محامي وسياسي أمريكي، ولد في 8 أكتوبر 1860، وتوفي في 18 نوفمبر 1938. حزبياً، نشط في الحزب الديمقراطي. وقد انتخب عضو مجلس ولاية كارولاينا الشمالية وانتخب عضو مجلس نواب كارولينا الشمالية وانتخب نائب حاكم شمال كارولينا ‏.